# Ојконим
Ојконими (од грч. οἶκος / кућа, настамба и грч. ὄνομα / име, назив) су посебна топономастичка категорија, у коју спадају називи насељених места.
Деле се на:
- астиониме (називи градских насеља)
- комониме (називи сеоских насеља)